# Sólo para niños
Sólo para niños es el título del segundo álbum de estudio en solitario o del solista catalán Marc Parrot, publicado por Warner Music en 1995.
Caracterizado por una producción experimental de la que el artista se sirvió para recrear su peculiar visión del universo infantil. Conformaría el segundo disco de la trilogía "Sólo para locos", "Sólo para niños" y "Solo para viejos", disco este último que nunca vería la luz, ni bajo este título ni bajo el de "Cocinero". De nuevo este segundo disco recibe elogíos de la crítica. Recibió el premio "Ojo Crítico" de R.N.E. de ese año. Sin embargo, no alcanzó a nivel comercial el éxito del primer álbum.™™™™™™

## Lista de canciones
1. Intro
2. Haremos un circo
3. El canto vitricidad
4. Dentro del armario
5. Salta la cabra
6. Mi nueva madre
7. Tengo un agujero
8. El conjuro
9. Donde yo vivo
10. Pasacalles
11. Mi pequeño gran amigo
12. La hora de la merienda
13. Sólo para niños

- Datos: Q6137324